# André Pailler
André Louis Marie Pailler (ur. 18 listopada 1912 w Henvic, zm. 16 sierpnia 1994 w Plougastel-Daoulas) – francuski duchowny rzymskokatolicki, arcybiskup Rouen i prymas Normandii.

## Biografia
22 lipca 1935 z rąk biskupa Quimper Adolpha-Yvesa-Marii Duparca otrzymał święcenia prezbiteriatu i został kapłanem diecezji Quimper.
7 kwietnia 1960 papież Jan XXIII mianował go biskupem pomocniczym archidiecezji Rouen oraz biskupem tytularnym adadyjskim. 14 czerwca 1960 w Breście przyjął sakrę biskupią z rąk arcybiskupa Rouen Josepha-Marii-Eugène Martina. Współkonsekratorami byli biskup Quimper André-Pierre-François Fauvel oraz emerytowany wikariusz apostolski Hưng Hóa Jean-Marie Mazé MEP.  Jako ojciec soborowy wziął udział w soborze watykańskim II.
19 maja 1964 papież Paweł VI mianował go koadiutorem arcybiskupa Rouen kard. Martina oraz arcybiskupem tytularnym marcelliańskim. 6 maja 1968 abp Pailler	objął archidiecezję Rouen jako jej ordynariusz oraz związany z arcybiskupstwem tytuł prymasa Normandii. Na katedrze zasiadał do 6 maja 1981, gdy Jan Paweł II przyjął jego rezygnację.
Zmarł 16 sierpnia 1994. Pochowany został w rodzinnym Henvic.